# 警戒號通報艦
警戒號通報艦（HMS Vigilant）是英國皇家海軍的一艘明輪通報艦，於1871年2月17日在德文港造船廠下水，排水量985長噸（舊噸位量法835長噸），指示馬力1815匹馬力（公稱馬力250匹馬力），裝備2門炮，1873年擔任威靈頓公爵號風帆戰艦的供應船，1874年9月1日在樸茨茅斯服役，隸屬中国舰队，1878年1月1日在香港重新服役，1884年8月15日在香港重新服役。1886年除役。
1884年8月馬江之役時，本艦與英國軍艦冠軍號、藍寶石號在羅星塔下游觀戰。